# 第54回全国高等学校ラグビーフットボール大会
第54回全国高等学校ラグビーフットボール大会（だい54かいぜんこくこうとうがっこうラグビーフットボールたいかい）は、1975年1月1日から9日まで近鉄花園ラグビー場にて行われた、全国高校ラグビー選手権である。優勝は大分県の大分舞鶴高校（初優勝）。

## 出場校
- 北北海道 美幌 （初出場）
- 南北海道 芦別 （11年ぶり5回目）
- 北東北 秋田工（秋田県） （3年連続36回目）
- 中東北 黒沢尻北（岩手県） （初出場）
- 南東北 石巻工（宮城県） （初出場）
- 東関東 磯原（茨城県） （3年ぶり4回目）
- 北関東 熊谷工（埼玉県） （2年連続8回目）
- 南関東 日川（山梨県） （7年連続8回目）
- 東京第一 国学院久我山 （6年連続6回目）
- 東京第二 成蹊 （6年ぶり3回目）
- 神奈川 東海大相模 （4年ぶり3回目）
- 北越 新潟工（新潟県） （9年連続9回目）
- 北陸 羽咋工（石川県） （4年ぶり6回目）
- 信静 沼津工（静岡県） （4年ぶり4回目）
- 愛知 名古屋工 （8年ぶり2回目）
- 三岐 関商工（岐阜県） （3年連続4回目）

- 京滋 花園（京都府） （7年連続10回目）
- 大阪第一 近大付 （2年連続4回目）
- 大阪第二 大阪工大高 （2年連続3回目）
- 兵庫 県伊丹 （13年ぶり2回目）
- 紀和 天理（奈良県） （2年ぶり31回目）
- 東中国 広島工（広島県） （7年連続8回目）
- 西中国 山口水産（山口県） （2年連続6回目）
- 北四国 新田（愛媛県） （3年連続16回目）
- 南四国 川島（徳島県） （24年ぶり2回目）
- 福岡第一 福岡 （4年連続33回目）
- 福岡第二 福岡工 （4年連続15回目）
- 中九州 佐賀工（佐賀県） （5年連続5回目）
- 長崎 諫早農 （3年ぶり6回目）
- 大分 大分舞鶴 （3年連続15回目）
- 南九州 宮之城（鹿児島県） （初出場）
- 前年度優勝校 目黒（東京都） （8年連続8回目）

## 試合時間
全試合25分ハーフ。同点で終了した場合は抽選にて次回進出校を決める。

## 試合

### 1回戦
- 秋田工 24 - 10 新田
- 東海大相模 30 - 24 宮之城
- 日川 27 - 4 諫早農
- 関商工 29 - 16 天理
- 沼津工 26 - 0 佐賀工
- 羽咋工 26 - 14 磯原
- 黒沢尻北 15 - 12 福岡
- 大分舞鶴 82 - 0 石巻工

- 花園 21 - 0 目黒
- 熊谷工 66 - 0 川島
- 近大付 36 - 3 芦別
- 国学院久我山 9 - 7 広島工
- 名古屋工 34 - 10 山口水産
- 美幌 13 - 6 県伊丹
- 大阪工大高 27 - 0 成蹊
- 新潟工 43 - 9 福岡工

### 2回戦
- 秋田工 46 - 9 東海大相模
- 関商工 29 - 9 日川
- 沼津工 18 - 3 羽咋工
- 大分舞鶴 45 - 7 黒沢尻北

- 花園 33 - 12 熊谷工
- 国学院久我山 24 - 0 近大付
- 名古屋工 33 - 6 美幌
- 新潟工 13 - 0 大阪工大高

### 準々決勝
- 秋田工 35 - 9 関商工
- 大分舞鶴 41 - 0 沼津工

- 花園 23 - 7 国学院久我山
- 新潟工 26 - 11 名古屋工

### 準決勝
- 大分舞鶴 24 - 22 秋田工
- 花園 16 - 4 新潟工

### 決勝
- 大分舞鶴（初優勝） 14 - 8 花園

## 関連試合

### 第3回高校東西対抗試合
- 大会で特に活躍した選手を選抜したうえで東西に分かれて行ういわば高校ラグビー版オールスターゲームである。

東軍監督佐藤忠男、西軍監督門田久人、1975年1月15日 国立競技場 試合結果東軍 17-16 西軍